# Museu de História Natural de Tring
O Museu de História Natural de Tring (em inglês: Natural History Museum at Tring) é um museu localizado em Tring, Hertfordshire, na Inglaterra. Foi o museu privado de Lionel Walter Rothschild; hoje ele está sob o controle do Museu de História Natural de Londres. Ele abriga uma das melhores coleções de mamíferos, aves, répteis e insetos na Grã-Bretanha. O museu foi inicialmente conhecido como "Museu Zoológico Walter Rothschild"; no entanto, em abril de 2007, o Museu de História Natural mudou o seu nome.

## História
O Museu de História Natural de Tring fora uma vez o museu privado de Lionel Walter, segundo Barão de Rothschild, e está localizado nos terrenos da antiga casa da família Rothschild em Tring Park. O edifício foi construído em 1889 para abrigar sua coleção de espécimes montados e aberto pela primeira vez ao público em 1892. A família Rothschild concedeu o museu e seus conteúdos à nação em 1937. Lionel Walter criou híbridos entre zebras e cavalos (zebroide) e um potro híbrido que está em exibição. Ele era freqüentemente visto montando uma carruagem puxada pela zebra. O Zebra Cafe do museu alude ao amor de lorde Rothschild sobre as zebras e tem fotografias de suas zebras treinadas e aproveitadas para abrir carruagens.

## Descrição
A extensa coleção, alojada em vários quartos, inclui animais extintos e pássaros como o quaga, tilacino, arau-gigante e reconstruções do moa e dodô. Curiosidades incluem híbridos e exemplos de coloração anormal. A exposição dos cães foi transferida para o Museu Zoológico Rothschild do Museu de História Natural em South Kensington, Londres, após a Segunda Guerra Mundial. Isso mostra como os cães domésticos mudaram de forma devido à criação seletiva e inclui pequenos cadáveres russos e mexicanos, bem como galgos de corrida famosos. O museu tem seis galerias, cada uma das quais abriga um conjunto diferente de animais. A primeira galeria contém aves, grandes carnívoros e primatas, a segunda é usada para exibir exposições temporárias, os três crocodilídeos, crustáceos, peixes, insetos, grandes mamíferos e invertebrados marinhos, o quarto acomoda cangurus e ungulados ímpares, o quinto detém bovídeos , hipopótamos, porcos e mamíferos marinhos e, finalmente, a sexta galeria contém anfíbios, morcegos, vários mamíferos britânicos, cães domésticos, ratites, lagartos, cobras, tartarugas e pequenos mamíferos. O Museu também contém uma Sala de Descoberta, projetada para crianças pequenas e a Sala Rothschild, que é uma sala preparada para recriar o ambiente em que a família Rothschild teria trabalhado. Tornou-se parte do Museu de História Natural em 1937. Em abril de 2007 é O nome foi alterado para o Museu de História Natural da Tring.
O espaço também abriga as coleções de pesquisa ornitológica (Bird Group, Departamento de Zoologia) e a biblioteca ornitológica (Departamento de Biblioteca e Serviços de Informação) do Museu de História Natural, mas não estão abertas ao público. Existem pequenas exposições temáticas especiais ao longo do ano apresentando espécimes que não estão normalmente expostos, bem como atividades para jovens.

## Furtos no Museu

### Pele de pássaro
Em 24 de junho de 2009, ocorreu um roubo no museu envolvendo a remoção de 299 pássaros, principalmente trogons e quetzais masculinos da América Central e do Sul, bem como pássaros da ilha de Nova Guiné. A polícia anunciou em 12 de novembro de 2010 que um cidadão dos Estados Unidos de 22 anos havia sido preso, na área de Tring, em conexão com o roubo e a maioria das peles de pássaros haviam sido recuperadas. Edwin Rist, estudante da Royal Academy of Music, se declarou culpado do roubo em 24 de novembro de 2010.Em abril de 2011, Rist recebeu uma pena de prisão de 12 meses, suspensão por dois anos e uma ordem de supervisão. Ele também foi obrigado a pagar  125.150 libras, valor estimado da venda de peles através de pontos de venda como o eBay. A polícia também aconselhou que 191 penas de pássaros intactas haviam sido recuperadas até agora, das quais apenas 101 tinham rótulos gravando os dados científicos fundamentais das aves.

### Chifres de rinoceronte
Nas primeiras horas do dia 27 de agosto de 2011, um ladrão entrou pelas portas da frente do museu e retirou os chifres de duas exposições de rinoceronte, um rinoceronte-indiano e o outro um rinoceronte-branco, usando, acreditava-se em um grande martelo. No entanto, à luz de roubos recentes de outros museus, três meses antes da abertura, os curadores substituíram os verdadeiros chifres de rinoceronte, avaliados em 240.000 libras, com réplicas feitas de resina que não tinham valor comercial. Em 17 de janeiro de 2012, Darren Bennett de Leicester foi acusado do roubo de dois réplicas de chifres de rinoceronte.